# Paul Alo'o Efoulou
Paul Alo'o Efoulou (* 12. listopadu 1983) je kamerunský fotbalista hrající na postu útočníka, který v současnosti hraje za saúdskoarabský klub Al Taawoun FC.